# Gustavo Guillén
Gustavo Guillén, właśc. Gustavo Dasso (ur. 30 czerwca 1962 w Buenos Aires, zm. 28 maja 2020 w La Placie) – argentyński aktor telewizyjny, znany w Polsce jako Fabrizio w telenoweli Zbuntowany anioł.
Swoje dzieciństwo spędził w sąsiedztwie Flores, gdzie przejawiał zainteresowania w kierunku muzyki. Opanował grę na gitarze, chciał być wielkim perkusistą. Jako nastolatek wraz z grupą znajomych z liceum założył zespół rockowy Power Kill. Studiował analizę systemów na Universidad de Belgrano w Buenos Aires. Występował na scenie w komedii Con la mía no te metas i dramacie Gra luster (Juego de Espejos).

## Filmografia

### filmy fabularne
- 2001: Chiquititas: Rincón de luz jako Mauro Echague/Francisco Lopez

### telenowele
- 2005: Sálvame María jako Octavio
- 2004: Floricienta jako Cacho
- 2004: La Niñera jako Julián
- 2003–2004: Abre tus ojos jako Ludueña
- 2002: Fortuna i miłość (1000 millones) jako Álvaro Lagos
- 2002: Brygada 099 (099 Central) jako Martín Spano
- 2000: Chiquititas jako Francisco López
- 2000: Dziki księżyc (Luna salvaje) jako Agustín Ferrando
- 2000: Latynoska miłość (Amor latino) jako Federico Díaz-Domeq
- 1999: Chiquititas jako Mauro Echagüe
- 1999: Zbuntowany anioł (Muñeca brava) jako Fabrizio Rizzo/Daniel Breyla
- 1997–1998: Bogaci i sławni (Ricos y famosos) jako Rubén Fernández
- 1997: Mía sólo mía jako Mike
- 1996: Los Ángeles no lloran jako Daniel
- 1996: Ha-Mosad jako Gabriel Samudio
- 1995: Słodka Ana (Dulce Ana) jako Alejandro Corvalán
- 1994: Czarna perła (Perla negra) jako Matías Wolfenson
- 1992–1993: Micaela jako Walter
- 1991: Manuela jako Emilio
- 1991: Cita en Buenos Aires
- 1991: Los Libonatti
- 1990: Amándote II jako ‘Morocho’ Ortiz
- 1987: La Cuñada jako Coco Medina